# Ringkloster (archäologischer Fundplatz)

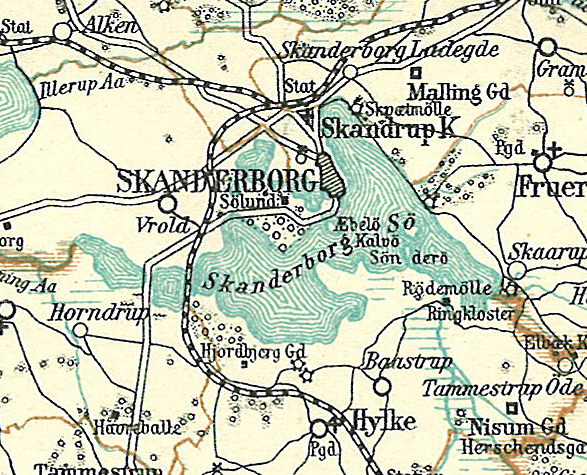
Lage am Skanderborg Sø

Ringkloster ist ein spätmesolithischer Wohnplatz der Ertebölle-Kultur bei Skanderborg in Jütland in Dänemark. Im Gegensatz zu den meisten anderen Fundplätzen liegt er im Inland.

## Lage
Der Wohnplatz liegt etwa 14 km von der heutigen Küste entfernt am Skanderborg Sø, einem teilweise verlandeten See.

## Forschungsgeschichte
Ringkloster wurde 1975 durch Søren H. Anderson ausgegraben.

## Wohnplatz
Der Wohnplatz ist etwa 200 × 75 m groß. Der See wurde für Abfälle benutzt.
Tierknochen wurden als Indizien einer saisonalen Nutzung angezogen. Der Zahnstatus der Wildschweine belegt, genau wie die neugeborenen Hirsch- und Rehkitze und die Knochen einiger Zugvögel, eine Nutzung im Frühling. Da man eine hohe Zahl von Baummardern fand, von denen angenommen wird, dass sie des Felles wegen gejagt wurden, das im Winter die beste Qualität aufweist, wurde dies als Beleg für eine Winternutzung gewertet.
Andersen interpretierte die Siedlung als Herbst- und Winterlager, während die Bewohner den Sommer an der Küste verbrachten Rowley-Conwy nimmt dagegen an, dass es sich um ein Jagdlager handelt, in dem sich vielleicht die Bewohner mehrerer Standlager trafen. Eine erneute Analyse der Tierknochen, besonders der Zähne, durch Carter belegt jedoch, dass auch im Sommer Tiere getötet wurden, die Siedlung also ganzjährig bewohnt gewesen sein konnte. Harris schlug vor, dass die Rehkitze vielleicht wegen ihres gefleckten Fells zu dieser spezifischen Zeit erlegt wurden.

## Funde
Die Feuersteinindustrie wird von Kratzern dominiert, dazu kommen Bohrer, gezähnte Stücke und Querschneider, Beile sind dagegen selten. Auch Geweihartefakte waren häufig, Abfall belegt die Verarbeitung vor Ort. Zu den üblichen Knochenspitzen kommen gebogene Abhäutmesser aus Rippen.
Zu den Funden gehören unter anderen ein Bogen vom Typ Holmegård. Er ist aus Ulmenholz gefertigt. Ein weiterer ist am Übergang zum Griff abgebrochen. Pfeilschäfte waren aus Hasel gearbeitet. Die Keramik zeichnet sich durch kleine dreieckige, runde
oder rechteckige Stichverzierungen aus, ein Stil, der sich auch, unter anderem, in Rosenhof, Flynderhage und Löddesborg findet. Außerdem wurden zahlreiche Silexgeräte gefunden. Walknochen und als Schaber verwendete Austernschalen belegen Kontakte mit der Küste. Auch Bernstein wurde gefunden.

## Wirtschaftsweise
Die Ernährung beruhte auf Jagd und dem Fang von Süßwasserfischen. Unter den Säugerknochen überwiegt das Wildschwein (1070 Knochen), gefolgt von Rothirsch (229) und Ur (105).
Auch die Pelztierjagd spielte eine Rolle, man fand die Knochen von Baummarder, Wiesel, Wolf, Fuchs, Luchs, Wildkatze, Otter, Dachs und Bieber. Zur Jagd könnten Fallen verwendet worden sein, da einige Marderschädel symmetrische Trümmerbrüche zeigen.
Zum Fischfang diente ein Fischzaun im Skanderborg See. Ein Paddel aus Lindenholz belegt die Binnenschifffahrt, vermutlich ebenfalls zum Fischfang oder vielleicht für die Jagd auf Wasservögel. Knochen bzw. Gräten von Delphinen, Kabeljau, Flunder und Seelachs belegen, dass auch Nahrungsmittel von der Küste hierher gebracht wurden.
Auch Pflanzen wurden zur Ernährung genutzt, zum Beispiel die Früchte des Weißdorn.